# 曖昧

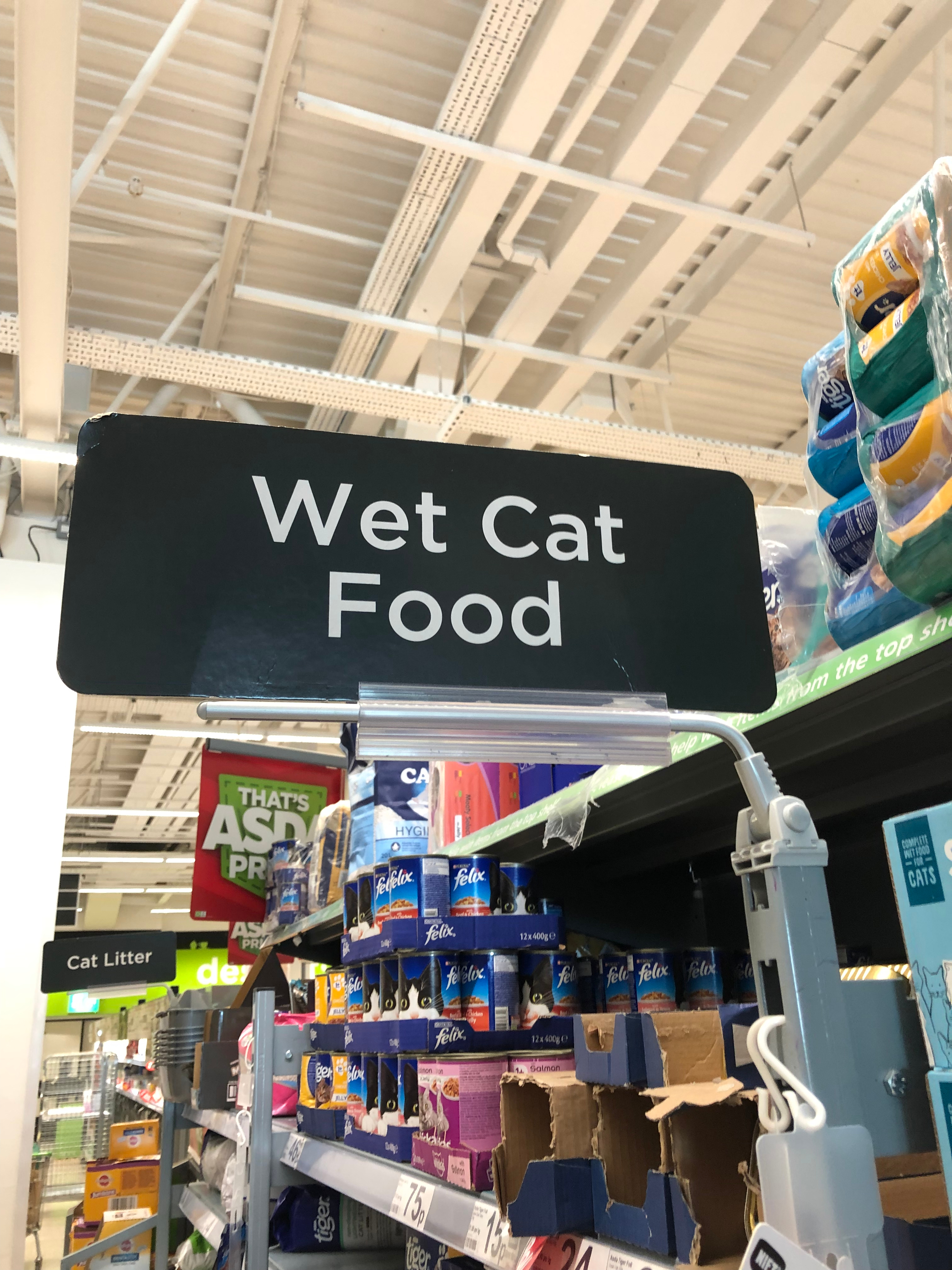
スーパーマーケットの「濡れた 猫 食品」（Wet Cat Food）と書かれた曖昧的な看板。食品が濡れているのか、猫が濡れているのかは不明である。

曖昧（あいまい, 英語: ambiguity）または曖昧性（あいまいせい）は、狭義には、物事が二通り以上に決められ得ること、一意に決められないことを指す。
単語や文章が二通り以上の意味で解釈されうること（多義性）を指す。言語学や文学批評など、様々な分野で扱われる。
ただし日本語では、不明瞭なこと・はっきりしないこと全般を指し（英語: uncertaintyに相当）、広義に用いられることが多い。

## 概要
自然言語に曖昧性はつきものである。そのため、自然言語を研究する分野である言語学にとって、曖昧性は切っても切れない関係にある。
哲学・論理学においても古くから扱われており、例えばアリストテレス『ソフィスト的論駁について』では、論理的誤謬の源の一つとして言及されている。
法学における法解釈や契約法などでも扱われる（曖昧 (法学)）。

## 文学批評
文学批評においては、テクストが二通り以上の意味で解釈されうることを主に指す。
ウィリアム・エンプソンは、1930年の著作『曖昧の七つの型』で、英語詩の曖昧性 (英語: ambiguity) を分類し、その方法は以後大きな影響を残した。エンプソンは「一つの表現にいくつかの反応を許す」ことにより、言語表現の豊かさを生むものとして「曖昧」を肯定的に評価した。エンプソンの「曖昧」はニュー・クリティシズムにおけるアイロニーやパラドックスの取り扱いの先駆けとなった。
1. 語あるいは文の構造が同時に多様に働く場合
2. 2つ以上の意味が融け合い一つの意味になる場合
3. 2つ以上の意味を持つ語の各意味が、ともに適切である場合(すなわち地口)
4. 文章にある2つ以上の意味が、それぞれの意味が他と一致せず複雑な心理を明らかにする場合
5. その観念が生成過程であるため比喩が正確にあてはまる対象がない場合
6. 文章が類語の反復や矛盾を引き起こし、何も意味していない場合
7. 語の2つの意味が、2つの対立する意味をなし、主体の分裂を示している場合